# Giuseppe Colapietro
Giuseppe Nicola Colapietro (Turi, 4 dicembre 1895 – Monte Dunun, 19 maggio 1936) è stato un militare italiano, decorato di Medaglia d'oro al valor militare alla memoria durante la guerra d'Etiopia.

## Biografia
Nacque a Turi il 4 dicembre 1895, figlio di Vito Lorenzo, di professione intonachista, e della signora Maria Arrè. Dopo aver conseguito il diploma di insegnante elementare, prese anche quello secondario in ragioneria e commercio e quindi si iscrisse all’Università Bocconi di Milano. 
All’età di diciannove anni si arruolò volontario nel Regio Esercito, frequentando, dopo l'entrata in guerra dell’Italia, avvenuta il 24 maggio 1915, la Regia Accademia Militare di Modena in qualità di ufficiale di complemento. Nominato aspirante ufficiale nel marzo 1916, fu assegnato al 139º Reggimento fanteria con cui combatté sul Carso, distinguendosi sulla Bainsizza e sul fronte Trentino. 
Nell'agosto dello stesso anno partì in forza al Corpo Interralleato per la Macedonia, distinguendosi nei duri combattimenti di Monastir, dove fu decorato con la Croce al merito di guerra.
Ritornato in Italia per frequentare un corso di aviatore, chiese, ed ottenne dopo qualche mese, di ritornare in zona di operazioni, venendo assegnato al 3º Reparto d'assalto, col quale prese parte a tutte le successive battaglie, da Caporetto a Vittorio Veneto.
Nel 1922,  già promosso al grado di tenente, entrò in servizio permanente effettivo e, subito dopo, dal 1923 al 1926, fu assegnato al Regio corpo truppe coloniali della Cirenaica, prendendo parte, nella primavera del 1924, a ben 35 dei 40 combattimenti svoltisi sull'Altipiano Cirenaico; fu decorato con una Medaglia di bronzo al valor militare, sul campo, dopo i combattimenti sostenuti a El Buerat e a Gasr Fonat.
Nel 1928 fu mandato in Eritrea, assegnato al X Battaglione eritreo; ritornò poi in Libia per assumere il comando del 3º Plotone del 4º Gruppo Sahariano, alle dipendenze dirette di Amedeo di Savoia-Aosta, rimanendovi fino al 1931.
Duranti i combattimenti sostenuti nel Fezzan fu decorato con la Medaglia d'argento al valor militare, mentre il Ministero delle colonie gli conferì una seconda Croce al merito di guerra.
Allo scoppio della guerra d'Etiopia fu trasferito al Regio corpo truppe coloniali della Somalia e, una volta sbarcato a Mogadiscio, non accettò di dedicarsi all'addestramento delle truppe, ma chiese di essere assegnato ai reparti combattenti. Si distinse nella battaglia del Ganale Doria, dove fu decorato con la Croce di guerra al valor militare. Prese parte all’avanzata su Neghelli e nella battaglia di Monte Dunun, alla testa del IX Battaglione arabo-somalo, distinguendosi nei combattimenti contro i reparti etiopi al comando del degiac Gabriè Mariàm. Rimase ucciso il 19 maggio 1936 quando, già ferito al fianco e rifiutando di mettersi al riparo, in un duro combattimento contro alcuni reparti nemici trincerati in un sistema di caverne protette da mitragliatrici, fu successivamente colpito al petto. Le forze italiane dovettero ritirarsi e undici giorni dopo, quando le truppe italiane ritornarono in zona, i tenenti Lombardi e Gallina con lo sciumbasci Mohamed Assan andarono a cercare la salma dietro un cespuglio, ove quest’ultimo lo aveva nascosto durante la battaglia. Ciò che rimaneva della salma fu ricomposto in un’urna. Decorato con la Medaglia d'oro al valor militare alla memoria, la sua città natale gli ha intitolato la piazza e la città di Bari una via.

### Annotazioni
1. ↑  Primogenito di cinque figli.
2. ↑  Il generale Annibale Bergonzoli dichiarò successivamente che tale combattimento era stato uno dei più duri cui avesse mai partecipato in tre campagne cui aveva preso parte.
3. ↑  I militari ritrovarono solo alcune ossa, accanto alle quali vi era un biglietto che diceva che il cadavere apparteneva ad un membro della 1ª Compagnia del IX Battaglione arabo-somalo. Il corpo era stato spogliato e depredato dal nemico e parzialmente divorato dalle iene.

### Fonti
1. 1 2 3 4 5 6 7 8 9 10 11 12 13 14  Mutilatibarletta.
2. 1 2  Cavaciocchi, Ungari 2014, p. 155.
3. ↑  Cavaciocchi, Ungari 2014, p. 197.
4. ↑  Lioy 1964, p. 77.
5. ↑  Del Boca 2001, p. 389.
6. ↑  Del Boca 2001, p. 305.
7. ↑  Lioy 1965, p. 94.
8. ↑  Lioy 1965, p. 163.
9. 1 2  Lioy 1965, p. 164.
10. ↑  Del Boca 2001, p. 502.
11. ↑  Registrato alla Corte dei Conti addì 2 marzo 1938, registro 23 Africa Italiana, foglio 132.